# Odenwaldring (Oberneudorf)
Der Odenwaldring war in den 1950er Jahren eine Motorradrennstrecke in Oberneudorf, einem heutigen Stadtteil von Buchen (Odenwald).

## Streckenbeschreibung

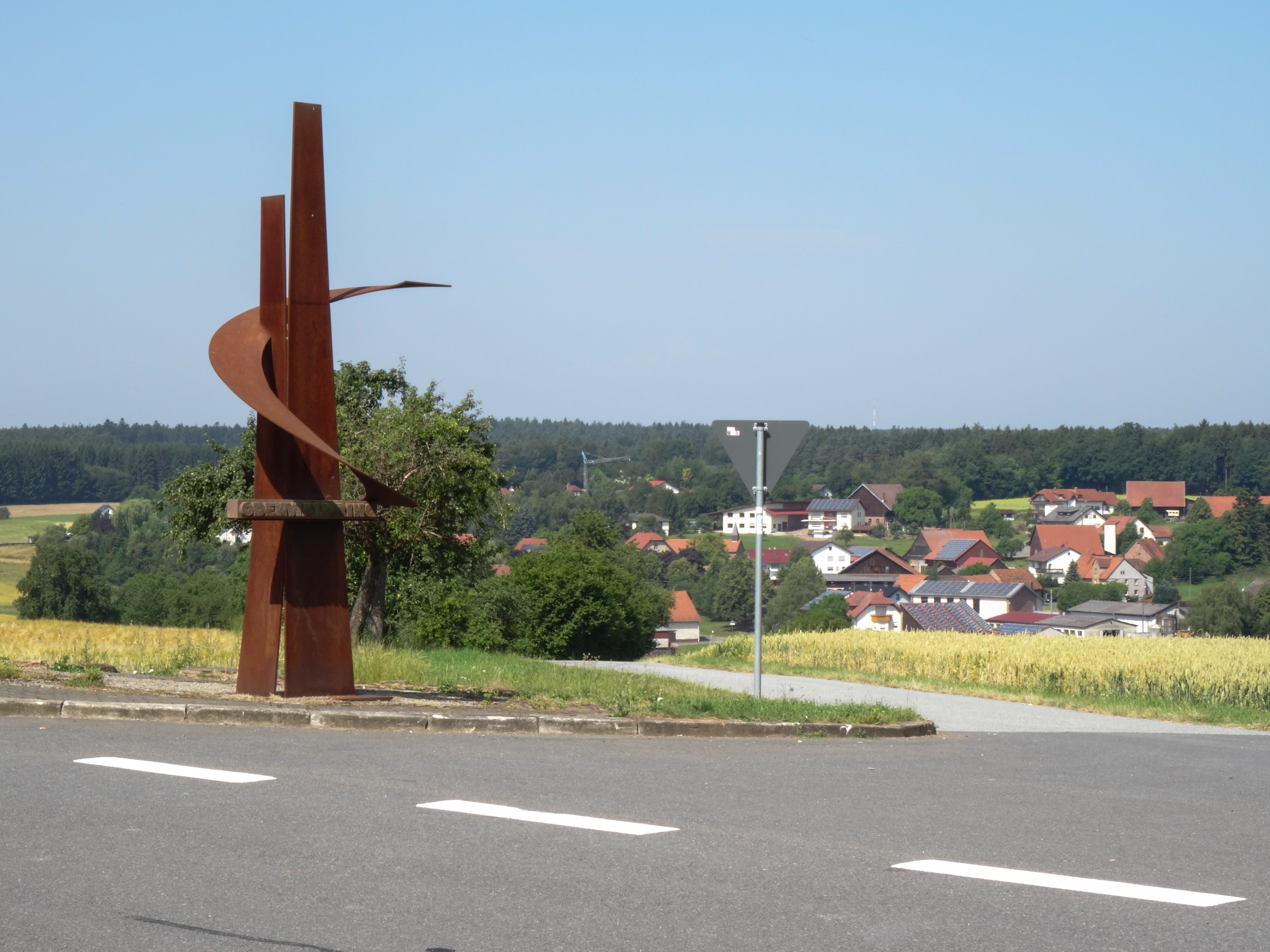
Odenwaldring-Denkmal, im Hintergrund Oberneudorf

Der Odenwaldring wurde jeweils temporär aus dem Straßendreieck aus Landstraße 523 (Mudau–Waldhausen), Landstraße 523a (Mudau–Buchen) und der Bundesstraße 27 zwischen der Einmündung beider Landstraßen gebildet. Das Straßendreieck hatte eine Länge von 3,9 Kilometern. Die heutigen Straßentrassen sind großenteils nicht mehr mit der damals benutzten Streckenführung identisch. (Siehe Karte).

## Veranstaltungen
Am 28. August 1949 fand erstmals im Rahmen des Adelsheimer Volksfestes ein Motorradrennen statt. Die Veranstaltung erwies sich als ein solcher Erfolg das der lokale Fabrikant Dr. Herbert Schneider schon am nächsten Tag eine Genehmigung für ein Motorradrennen auf dem „Mudauer Dreieck“ südlich von Oberneudorf beantragte.
Zwischen dem 29. Mai 1950 und dem 11. Juli 1954 fanden auf dieser Strecke auf Veranlassung des ADAC insgesamt 5 Motorradrennen unter der Schirmherrschaft von Gebhard Müller statt. An den einmal jährlich stattfindenden Renntagen wurden jeweils fünf Rennen gefahren: Solomotorräder bis 125, 250, 350 und 500 cm³ sowie ein Rennen für Serienfahrzeuge. Die Streckenlänge betrug zwischen 10 und 15 Runden, d. h. zwischen 39 und 58,5 Kilometer. Im Jahr 1952 besuchten 17.000 Zuschauer das Rennen, die Besucherzahl steigerte sich in den Folgejahren. Die Rennen wurden 1955 aus finanziellen Gründen eingestellt, nachdem Frostschäden die Strecke für eine Rennveranstaltung unbrauchbar gemacht hatten.
Seit 2003 erinnert eine etwa 4,5 m hohe Skulptur am „Rüdt'schen Eck“, an einem Parkplatz an der ehemaligen Nordostkurve der Strecke, an den Odenwaldring und die ersten Rennen 50 Jahre davor.
2008 wurde auf dem Flugplatz von Walldürn erstmals eine Revival-Veranstaltung namens Odenwaldring-Klassik durchgeführt, die bis heute regelmäßig stattfindet.
Im Jahr 2021 wurde eine restaurierte Waldarbeiter-Schutzhütte aus den 1930er Jahren auf dem Rüdt'schen Eck aufgestellt.